# Значко-Яворські
Значко-Яворські гербу Косцеша — український старшинський, а також священицький рід.

## Походження
Нащадки Карпа Ілліча Значка (п. після 1771), лубенського городового отамана (1740—53), сотника першої Лубенської сотні (1753—64), абшитованого полкового осавула (1764), який і приєднав прізвище Яворських, отримавши 1766 від шляхтича Олександра Яворського свідоцтво про їхнє спільне походження.

## Відомі представники
- Значко-Яворський Матвій Карпович (1720—1810) — архімандрит.
- Значко-Яворський Трохим Карпович (п. після 1791) — полковий осавул, повітовий суддя.